# Septonema pseudobinum
Septonema pseudobinum är en svampart som beskrevs av Hol.-Jech. 1978. Septonema pseudobinum ingår i släktet Septonema, klassen Dothideomycetes, divisionen sporsäcksvampar och riket svampar.   Inga underarter finns listade i Catalogue of Life.